# Mario Pinzauti
Mario Pinzauti (* 1. Mai 1930 in Rom; † 2010) war ein italienischer Filmregisseur und Drehbuchautor sowie Pulp-Autor.

## Leben
Pinzauti arbeitete zunächst unter schillernden Pseudonymen als Autor von Heftromanen. So schrieb er als Perry Landers für die Reihe Narratori americani del brividio, als Jim Reevels für Schedario FBI, als Fred J. Logan für Criminal division und als Harry Small für I racconti di Dracula insgesamt über 100 Romane.
1962 bekam er die Gelegenheit, für Il tiranno di Siragusa ein Skript auszuarbeiten. Im selben Jahr bereits drehte er einen eigenen Film, Interpol morte al molo 18, der jedoch nach finanziellen Schwierigkeiten kurz vor dem Endschnitt und der Synchronisation unvollendet blieb. In den folgenden Jahren arbeitete er in verschiedenen Funktionen für zahlreiche Filme, oftmals im Stadium der Postproduktion. 1970 begann er erneut, als Regisseur von knalligen, exploitativen Actionfilmen tätig zu werden, darunter zwei Italowestern und back-to-back gedrehte Sexfilme aus dem Jahr 1976, nach denen er sich vom Filmgeschäft zurückzog und für die RAI arbeitete. Seine Filme waren selten außerhalb Italiens zu sehen.

## Filmografie

### Regisseur
- 1962: Interpol morte al molo18 (unvollendet)
- 1970: Giunse Ringo e… fu tempo di massacro
- 1971: Vamos a matar Sartana
- 1974: Clouzot & C. contro Borsalino & C. (veröffentlicht 1977)
- 1975: Due Magnum .38 per una città di carogne
- 1976: Weiße Herrin im Sklavencamp (Mandinga)
- 1976: Die Zuchtfarm der Sklaven (Emanuelle bianca e nera)